# Дискографія Judas Priest

## Студійні альбоми
| Рік  | Альбом                                                          | Найвищі позиції в чартах | Найвищі позиції в чартах | Найвищі позиції в чартах | Найвищі позиції в чартах | Найвищі позиції в чартах | Найвищі позиції в чартах | Найвищі позиції в чартах | Найвищі позиції в чартах | Найвищі позиції в чартах | Найвищі позиції в чартах | Найвищі позиції в чартах | Найвищі позиції в чартах | Найвищі позиції в чартах | Найвищі позиції в чартах | Найвищі позиції в чартах | Найвищі позиції в чартах | Сертифікації                                                                       |
| Рік  | Альбом                                                          | AU                       | AT                       | BE                       | CA                       | CH                       | DE                       | ES                       | FI                       | FR                       | IT                       | NL                       | NO                       | NZ                       | SE                       | UK                       | US                       | Сертифікації                                                                       |
| ---- | --------------------------------------------------------------- | ------------------------ | ------------------------ | ------------------------ | ------------------------ | ------------------------ | ------------------------ | ------------------------ | ------------------------ | ------------------------ | ------------------------ | ------------------------ | ------------------------ | ------------------------ | ------------------------ | ------------------------ | ------------------------ | ---------------------------------------------------------------------------------- |
| 1974 | Rocka Rolla Деталі - Реліз: 14 квітня - Лейбл: EMI              | —                        | —                        | —                        | —                        | —                        | —                        | —                        | —                        | —                        | —                        | —                        | —                        | —                        | —                        | —                        | —                        |                                                                                    |
| 1976 | Sad Wings of Destiny Деталі - Реліз: 2 лютого - Лейбл: EMI      | —                        | —                        | —                        | —                        | —                        | —                        | —                        | —                        | —                        | —                        | —                        | —                        | —                        | —                        | —                        | —                        |                                                                                    |
| 1977 | Sin After Sin Деталі - Реліз: 22 березня - Лейбл: EMI           | —                        | —                        | —                        | —                        | —                        | —                        | —                        | —                        | —                        | —                        | —                        | —                        | —                        | 49                       | 23                       | —                        | Список - : Золотий                                                                 |
| 1978 | Stained Class Деталі - Реліз: 16 травня - Лейбл: EMI            | —                        | —                        | —                        | —                        | —                        | —                        | —                        | —                        | —                        | —                        | —                        | —                        | —                        | —                        | 27                       | 173                      | Список - : Золотий                                                                 |
| 1978 | Killing Machine Деталі - Реліз: 3 вересня - Лейбл: EMI          | —                        | —                        | —                        | —                        | —                        | —                        | —                        | —                        | —                        | —                        | —                        | —                        | —                        | —                        | 32                       | 128                      | Список - : Золотий                                                                 |
| 1980 | British Steel Деталі - Реліз: 29 вересня - Лейбл: EMI           | —                        | —                        | —                        | 45                       | 92                       | 59                       | 55                       | 46                       | —                        | —                        | —                        | —                        | —                        | 20                       | 4                        | 34                       | Список - : Золотий - : Платиновий - : Золотий - : Платиновий - : Платиновий        |
| 1981 | Point of Entry Деталі - Реліз: 11 квітня - Лейбл: EMI           | —                        | —                        | —                        | 42                       | —                        | 19                       | —                        | —                        | —                        | —                        | —                        | 32                       | —                        | 14                       | 14                       | 39                       | Список - : Золотий                                                                 |
| 1982 | Screaming for Vengeance Деталі - Реліз: 1 жовтня - Лейбл: EMI   | 81                       | —                        | 139                      | 17                       | —                        | 23                       | 84                       | —                        | —                        | —                        | —                        | 26                       | —                        | 14                       | 11                       | 17                       | Список - : Платиновий - : Золотий - : Платиновий - : 3×Платиновий - : 2×Платиновий |
| 1984 | Defenders of the Faith Деталі - Реліз: 11 травня - Лейбл: EMI   | 90                       | 51                       | 85                       | 17                       | 12                       | 21                       | 66                       | 46                       | 142                      | 90                       | 27                       | 17                       | —                        | 2                        | 19                       | 18                       | Список - : Платиновий - : Золотий - : 2×Платиновий - : Платиновий                  |
| 1986 | Turbo Деталі - Реліз: 2 жовтня - Лейбл: EMI                     | 56                       | —                        | —                        | 37                       | 26                       | 28                       | —                        | —                        | —                        | —                        | 57                       | 13                       | —                        | 10                       | 33                       | 17                       | Список - : Золотий - : Платиновий - : Золотий - : Платиновий - : Платиновий        |
| 1988 | Ram It Down Деталі - Реліз: 23 березня - Лейбл: EMI             | 43                       | 14                       | —                        | 30                       | 8                        | 9                        | —                        | —                        | —                        | —                        | 25                       | 5                        | —                        | 5                        | 24                       | 31                       | Список - : Золотий - : Золотий - : Золотий - : Золотий                             |
| 1990 | Painkiller Деталі - Реліз: 29 травня - Лейбл: EMI               | 60                       | 22                       | —                        | 29                       | 14                       | 7                        | —                        | —                        | —                        | —                        | —                        | 19                       | 27                       | 19                       | 26                       | 26                       | Список - : Золотий - : Золотий                                                     |
| 1997 | Jugulator Деталі - Реліз: 8 вересня - Лейбл: EMI                | —                        | 34                       | —                        | 87                       | 43                       | 9                        | —                        | 24                       | —                        | —                        | —                        | —                        | —                        | 33                       | —                        | 82                       |                                                                                    |
| 2001 | Demolition Деталі - Реліз: 28 серпня - Лейбл: EMI               | —                        | 50                       | —                        | —                        | 72                       | 16                       | —                        | —                        | 72                       | —                        | —                        | —                        | —                        | 55                       | —                        | 165                      |                                                                                    |
| 2005 | Angel of Retribution Деталі - Реліз: 16 серпня - Лейбл: EMI     | 58                       | 10                       | 37                       | 12                       | 19                       | 5                        | 6                        | 6                        | 43                       | 26                       | 46                       | 6                        | —                        | 3                        | 39                       | 13                       |                                                                                    |
| 2008 | Nostradamus Деталі - Реліз: 17 червня - Лейбл: Parlophone       | 17                       | 13                       | 50                       | 9                        | 12                       | 5                        | 26                       | 3                        | 38                       | 26                       | 38                       | 12                       | 31                       | 5                        | 30                       | 11                       |                                                                                    |
| 2014 | Redeemer of Souls Деталі - Реліз: 4 вересня - Лейбл: Parlophone | 31                       | 6                        | 25                       | 5                        | 6                        | 3                        | 9                        | 1                        | 22                       | 29                       | 26                       | 3                        | 31                       | 5                        | 12                       | 6                        |                                                                                    |